# エイサ・ブレイナード
アサヘル・エイサ・ブレイナード（Asahel "Asa" Brainard、1839年 (月日不詳) - 1888年12月29日）は、アメリカ合衆国ニューヨーク州オールバニ出身のプロ野球選手（投手）。右投。
ニックネームは"Count"。切り札選手を意味する「エース」の語源と言われる選手。Asahelと表記するのが一般的となっているが、アメリカ国勢調査やブレイナードの墓には「Asel（アセル）」と記されている。

## 経歴
1860年に当時ブルックリンの強豪チームだったエクセルシオール・クラブに加入。加入当初はチームメイトのジム・クレイトンが投手をつとめることが多く、ブレイナードは専ら外野手や二塁手として試合に出ていたが、1862年のクレイトンの突然の死に伴い、クラブの投手をブレイナードが務めるようになった。1866年の成績は20戦して13勝であった。1867年にワシントンのナショナル・クラブのアメリカ西部巡業に同行したのち、ブレイナードはシンシナティに移る。
1868年にシンシナティ・レッドストッキングスに加入し、チームがプロ化した1869年には年俸1,200ドルの契約を結んでプロの選手となった。レッドストッキングスは他にプロチームがなかったためアマチュアチームを相手に全米各地を転戦した。チームは1869年に全69試合（非公式）を戦い、ブレイナードは65勝を上げた（勝利数には諸説あり）。この活躍から、良い投手を「エイサのようだ」と形容されるようになり、いつしかスポーツなどで切り札となる人物を、ブレイナードのニックネーム「エイサ（Asa）」からもじって「エース（Ace）」と呼ばれるようになったとする説がある。
その後、1871年にプロ野球リーグ・ナショナル・アソシエーションが発足。ブレイナードはナショナル・アソシエーションで、1871年から引退する1874年までの4年間に、24勝53敗、防御率4.84、投球回数699.2回の成績を収めた。当時としては珍しく30代になってもプレーし続けていた。1888年12月29日に、肺炎のためコロラド州デンバーにて死去。

## 詳細情報

### 年度別投手成績
※1871年以降
| 年 度     | 球 団     | 登 板 | 先 発 | 完 投 | 完 封 | 無 四 球 | 勝 利 | 敗 戦 | セ 丨 ブ | ホ 丨 ル ド | 勝 率 | 打 者 | 投 球 回 | 被 安 打 | 被 本 塁 打 | 与 四 球 | 敬 遠 | 与 死 球 | 奪 三 振 | 暴 投 | ボ 丨 ク | 失 点 | 自 責 点 | 防 御 率 | W H I P |
| --------- | --------- | ----- | ----- | ----- | ----- | -------- | ----- | ----- | -------- | ----------- | ----- | ----- | -------- | -------- | ----------- | -------- | ----- | -------- | -------- | ----- | -------- | ----- | -------- | -------- | ------- |
| 1871      | OLY       | 30    | 30    | 30    | 0     | --       | 12    | 15    | 0        | --          | .444  | 1291  | 264.0    | 361      | 4           | 37       | --    | --       | 13       | 7     | 0        | 292   | 132      | 4.50     | 1.51    |
| 1872      | OLY       | 9     | 9     | 9     | 0     | --       | 2     | 7     | 0        | --          | .222  | 449   | 79.0     | 148      | 0           | 5        | --    | --       | 1        | 12    | 0        | 140   | 56       | 6.38     | 1.94    |
| 1872      | MAN       | 2     | 2     | 1     | 0     | --       | 0     | 2     | 0        | --          | .000  | 50    | 8.0      | 13       | 1           | 0        | --    | --       | 0        | 0     | 0        | 17    | 5        | 5.63     | 1.63    |
| '72計     | MAN       | 11    | 11    | 10    | 0     | --       | 2     | 9     | 0        | --          | .182  | 499   | 87.0     | 161      | 1           | 5        | --    | --       | 1        | 12    | 0        | 157   | 61       | 6.31     | 1.91    |
| 1873      | BAL       | 14    | 14    | 12    | 0     | --       | 5     | 7     | 0        | --          | .417  | 568   | 108.2    | 182      | 0           | 9        | --    | --       | 3        | 3     | 0        | 139   | 50       | 4.14     | 1.76    |
| 1874      | BAL       | 30    | 27    | 25    | 0     | --       | 5     | 22    | 0        | --          | .185  | 1267  | 240.0    | 405      | 1           | 27       | --    | --       | 8        | 19    | 0        | 329   | 99       | 3.71     | 1.80    |
| 通算：4年 | 通算：4年 | 85    | 82    | 77    | 0     | --       | 24    | 53    | 0        | --          | .312  | 3625  | 699.2    | 1109     | 6           | 78       | --    | --       | 25       | 41    | 0        | 917   | 342      | 4.40     | 1.70    |

- 「-」は記録なし